# Folke Fridell
Pour les articles homonymes, voir Fridell.
Folke Fridell (1er octobre 1904, Lagan - 12 août 1985) est un écrivain suédois.
Il est ouvrier dans une usine textile de Lagan dès ses 13 ans, et ne publie qu'à partir de l'âge de 42 ans, juste après la Seconde Guerre Mondiale. Son expérience des conditions de travail à l'usine et surtout son sentiment de la faible considération dont bénéficient les ouvriers, en contraste avec les quelques progrès dans la protection sociale, constituent le principal thème de son œuvre, en particulier en ce qui concerne la nécessité d'une révolte.
On tend à le ranger parmi les écrivains prolétariens suédois.

## Œuvres
Sont parus en français, dans la traduction de Philippe Bouquet, Une semaine de péché (Syndfull skapelse, 1948) et Village fermé (Nedlagd by, 1980).